# 女形谷パーキングエリア

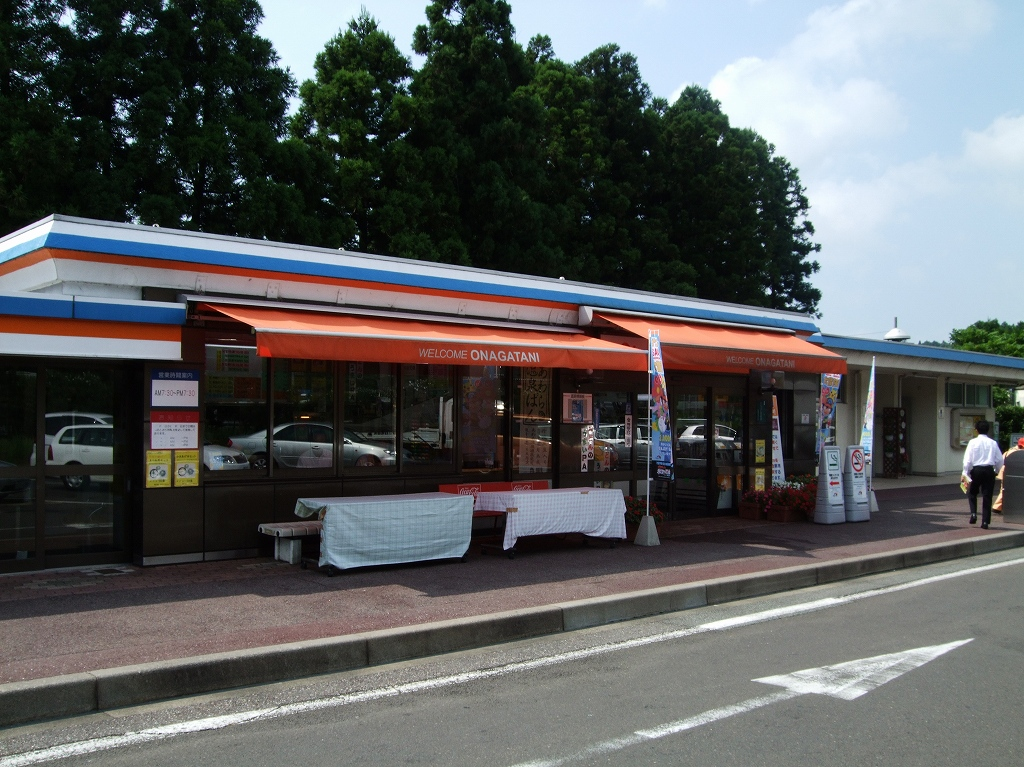
下り・新潟方面（リニューアル前）

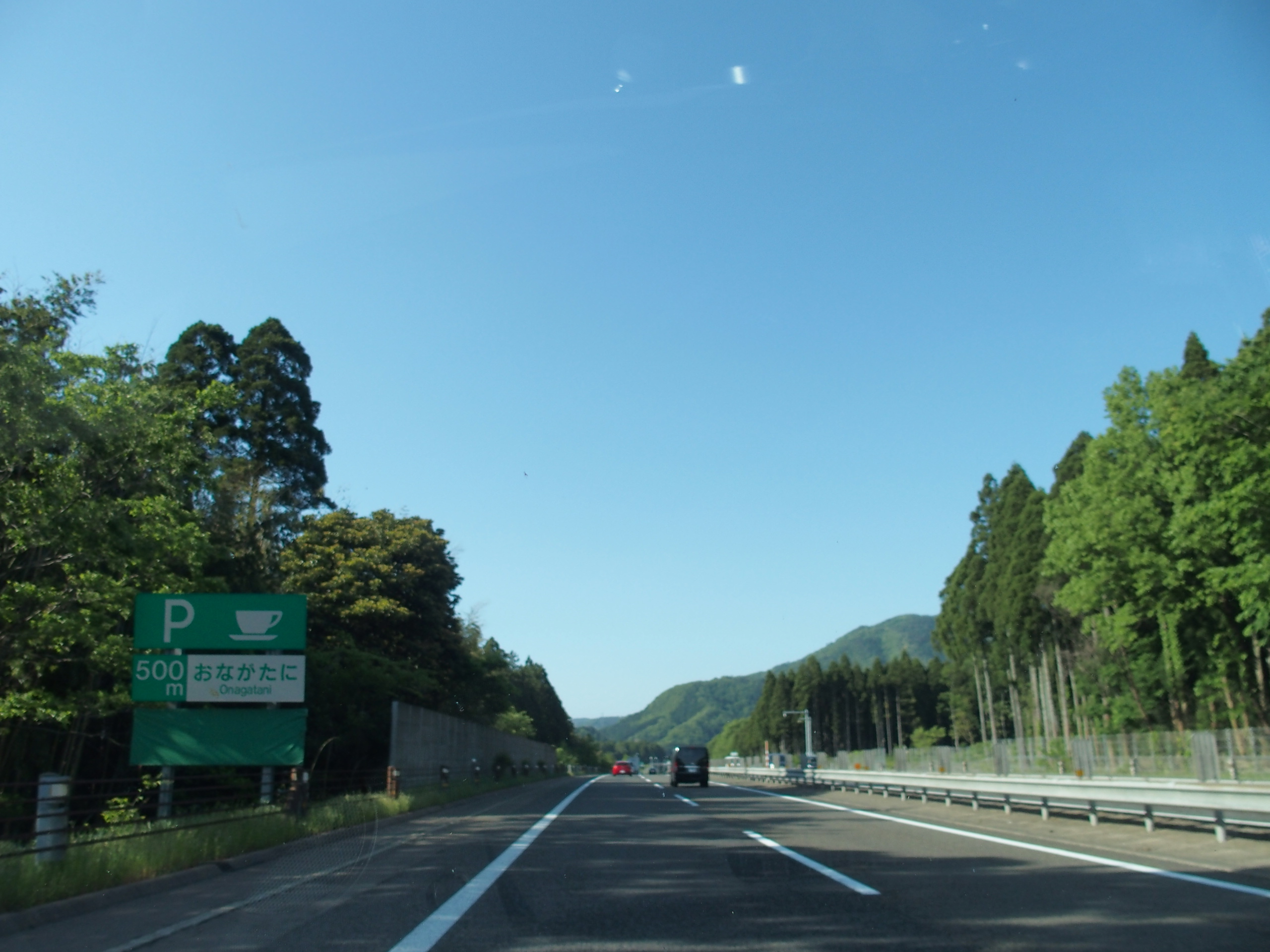
下り線500m手前の案内標識のみひらがな表記になっている。

女形谷パーキングエリア（おながたにパーキングエリア）は、福井県坂井市丸岡町女形谷ならびに同市丸岡町山久保にある北陸自動車道のパーキングエリアである。

## 施設

### 上り線（米原・小浜方面）
- 駐車場
  - 大型 10台
  - 小型 20台
- トイレ
  - 男性 大3(和式0・洋式3)・小5
  - 女性 5(和式1・洋式4)
  - 車椅子用 1（オストメイト対応）
- コンビニエンスストア「ファミリーマート」（24時間）
- 自動販売機

### 下り線（新潟・高山方面）
下り線のトイレにおいては、2018年から忘れ物や急病人の発見を人工知能（AI）が判断するセンサーを試験導入。2020年から、当PAも含む中日本高速道路（NEXCO中日本）管轄のサービスエリア・パーキングエリアのトイレで導入を開始した。
- 駐車場
  - 大型 10台
  - 小型 20台
- トイレ
  - 男性 大3(和式0・洋式3)・小5
  - 女性 5(和式1・洋式4)
  - 車椅子用 1（オストメイト対応）
- コンビニエンスストア「ファミリーマート」（7:00 - 20:00）
- 自動販売機
- ぷらっとパーク（7:00 - 20:00）

## 隣
E8 北陸自動車道
(10)丸岡IC - 女形谷PA - (11)金津IC